# Route 359 (Québec)
Pour les articles homonymes, voir Route 359.
La route 359 (R-359) est une route régionale québécoise d'orientation nord / sud située sur la rive nord du fleuve Saint-Laurent. Elle dessert la région administrative de la Mauricie.

## Tracé
La route 359 débute à un carrefour avec la route 138 à Champlain et se termine à Shawinigan à un carrefour avec la route 153. La route peut être empruntée par les automobilistes voyageant entre Québec et Shawinigan, un raccourci d'environ 13 km par rapport à l'utilisation de l'A-55.

## Localités traversées (du sud au nord)
Liste des municipalités traversées par la route 359, regroupées par municipalité régionale de comté.

### Mauricie
Les Chenaux
- Champlain
- Saint-Luc-de-Vincennes
- Saint-Narcisse

Hors MRC
- Shawinigan

## Intersections majeures
| MRC                     | Municipalité           | km    | Destinations                                               | Notes                                    |
| ----------------------- | ---------------------- | ----- | ---------------------------------------------------------- | ---------------------------------------- |
| Les Chenaux             | Champlain              | 0,00  | R-138 – Batiscan, Sainte-Anne-de-la-Pérade, Trois-Rivières |                                          |
| Les Chenaux             | Champlain              | 3,70  | A-40 – Montréal, Québec                                    | Sortie 220 de l'A-40                     |
| Les Chenaux             | Saint-Luc-de-Vincennes | 12,50 | R-352 ouest – Saint-Maurice                                | Terminus sud du multiplex avec la R-352  |
| Les Chenaux             | Saint-Narcisse         | 16,50 | R-352 est – Saint-Narcisse                                 | Terminus nord du multiplex avec la R-352 |
| Shawinigan              | Shawinigan             | 31,60 | R-153 – Saint-Tite, Hérouxville                            |                                          |
| - Terminus de multiplex |                        |       |                                                            |                                          |

## Annexe